# منیژه تلاش
منیژه تلاش (زادهٔ ۲۰۰۲ (۲۲–۲۳ سال)) ورزشکار رقص بریک اهل افغانستان است. او بازی‌های المپیک تابستانی ۲۰۲۴ به عنوان عضوی از تیم پناهندگان المپیک در بازی‌های المپیک تابستانی ۲۰۲۴ شرکت کرد.